# Limfa
Limfa ali mezga  je rumenkasta prosojna telesna tekočina, ki po telesu teče po mezgovnicah. Nastaja iz krvne plazme, ki difundira skozi stene kapilar v okolno tkivo. Mezgovni sistem zbira to tekočino z difuzijo v mezgovne lasnice (limfne kapilare) in jo vrača v krvožilni sistem. Tekočina v mezgovnicah se imenuje torej limfa, vendar ima enako sestavo kot intersticijska tekočina.
Mezgovni sistem je poleg krvožilja najpomembnejši transportni sistem v telesu. Limfa se premika zelo počasi in pod nizkimi tlaki, saj sistem nima osrednje črpalke, kot je v krvožilnem sistemu srce. Kot vene imajo mezgovnice zaklopke, ki se odpirajo le v eno smer; potovanje limfe je predvsem posledica premikanja skeletnih mišic. Tudi ritmične kontrakcije krvnih žil pomagajo pri premikanju limfe po mezgovnem sistemu. Limfni sistem je specializiran za odstranjevanje odpadnih snovi iz tkiv; odnaša na primer povzročitelje bolezni (npr. bakterije), tujke (npr. prah), beljakovine in tudi do dva litra vode na dan. V tako imenovanih limfnih vozlih se limfa prefiltrira in odstranijo se telesu škodljive snovi. Če pride v bližini limfnega vozla do vnetja, lahko le-ta zateče.
Limfa se iz mezgovnih lasnic zliva v večje mezgovne žile, ki se izlivajo v desni mezgovod (limfa iz desnega zgornjega dela telesa) ali prsni mezgovod (limfa iz ostalega telesa). Omenjena mezgovoda se zlivata v krvožilni sistem preko leve in desne podključnične vene.
Limfno žilje je prisotno tudi okrog prebavil. Medtem ko večina hraniv prehaja v portalni (dverni) venski sistem in gre nadalje v jetra, se maščobe reabsorbirajo v mezgovni sistem in gredo v kri preko prsne mezgovnice. 